# Мічник Зінаїда Йосипівна
Зінаїда Йосипівна Мічник (при народженні Злата Йосипівна Ефрус(с)і, або Єфрусі, нім. Charlotte Mitchnik-Ephrussi; 10 (23) червня 1878, Кишинів, Бессарабська губернія — 10 вересня або 29 жовтня 1942, Мінеральні Води) — російська і радянська педіатриня, організаторка охорони здоров'я, доктор медичних наук (1935).
Доцентка кафедри соціальної гігієни жінки та дитини Ленінградського державного педіатричного медичного інституту.

## Життєпис
Народилася в 1878 році в Кишиневі в сім'ї банкіра, купця першої гільдії Йосипа Ісааковича Ефрусі (Арн-Йосеф Іцикович Єфрусі, родом з Білої Церкви, і Рівки (Ревекки) Абрамівни Бланк, які уклали шлюб в 1856 році. Батько разом зі своїм шурином володів банківською конторою в Кишиневі, а також фірмою з експорту зерна, що розташовувалась в Одесі на перехресті Поштової та Єлизаветинської вулиць. У 1902—1904 роках проходила навчання на медичному факультеті Цюрихського університету. Закінчила медичний факультет Берлінського університету в 1907 році. 10 травня 1907 року захистила там же дисертацію доктора медицини на тему «До питання некрозу маткової міоми».
З 1912 року працювала в Петербурзі, де на Васильєвському острові (23-тя Лінія, будинок № 6) при 15-му міському піклуванні організувала першу амбулаторію для немовлят з народження до 2-х років «Допомога матерям». Пізніше працювала завідувачкою консультацій для немовлят при 15-му та 17-му міських піклуваннях. 1915 року Зінаїда Мічник розробила методику санітарно-освітнього патронажу, прийняту згодом у всіх дитячих консультаціях .
В 1915 році Зінаїда Мічник стала головою 4-го петроградського комітету, заснованого імператором Миколою II Всеросійського піклування про охорону материнства і дитинства. 1917 року організувала першу в Російській імперії консультацію для вагітних.
У 1918—1920 роках Зінаїда Мічник була членом Відділу охорони матерів і дитинства при Комісаріаті соціального забезпечення Союзу комун північної області. Цей відділ виявився правонаступником петроградського комітету імператорського Всеросійського піклування про охорону материнства та дитинства. У 1919 році Мічник організувала юридичну консультацію з питань охорони материнства та дитинства, а в 1920 році, разом з Олександром Антоновим та професором Віктором Мочаном стала одним із засновників Петроградського наукового товариства охорони материнства та дитинства. Проіснувало воно недовго і в 1931 році об'єдналося з Ленінградським товариством дитячих лікарів, проте в рамках саме цього товариства була розроблена концепція створення в Ленінграді науково-практичного інституту Охорони материнства і дитинства. Всі ці роки Зінаїда Йосипівна не припиняла своєї практичної діяльності, очолюючи розташований на 4-й Лінії В. О. Василеостровський пункт охорони Материнства та дитинства.

### Інститут охорони материнства та дитинства
Першим, використовуючи, зокрема, напрацювання Зінаїди Мічник та Олександра Антонова, науковий інститут Охорони Материнства та дитинства 1922 року було відкрито Москві. За її підтримки в 1924 році влада ухвалила рішення про відкриття подібної установи в Ленінграді.

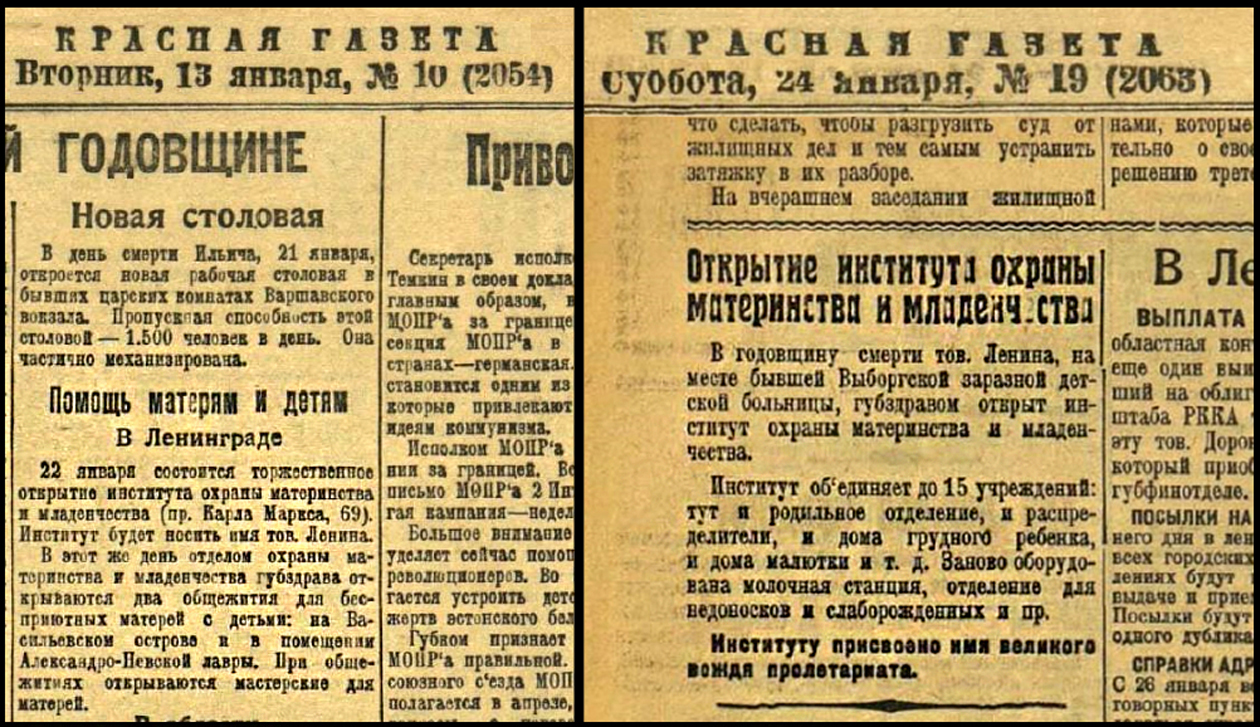
Вирізки із «Червоної газети» за січень 1925 року з інформацією про відкриття інституту Охорони материнства та дитинства ім. В. І. Леніна

У дні, коли країна відзначала річницю смерті Володимира Ілліча Леніна, 22 січня 1925 року Ленінградський НПІ Охорони материнства та дитинства ім. В. І. Леніна («МатМлад») був урочисто відкритий на території дитячої Виборзької заразної лікарні (колишня Міська дитяча лікарня «На згадку священного коронування Їх Імператорських Величностей»).
Першим директором інституту, протягом трьох місяців, був тимчасово призначений відомий петербурзький професор Віктор Мочан . У квітні 1925 року на 24 роки цю посаду обійняла професор Юлія Менделєва. Одночасно вона очолила кафедру соціальної гігієни жінки та дитини, де Зінаїда Мічник працювала спочатку асистентом, а з 1929 року — доцентом. Вся подальша діяльність Зінаїди Йосипівни була нерозривно пов'язана з інститутом та кафедрою.

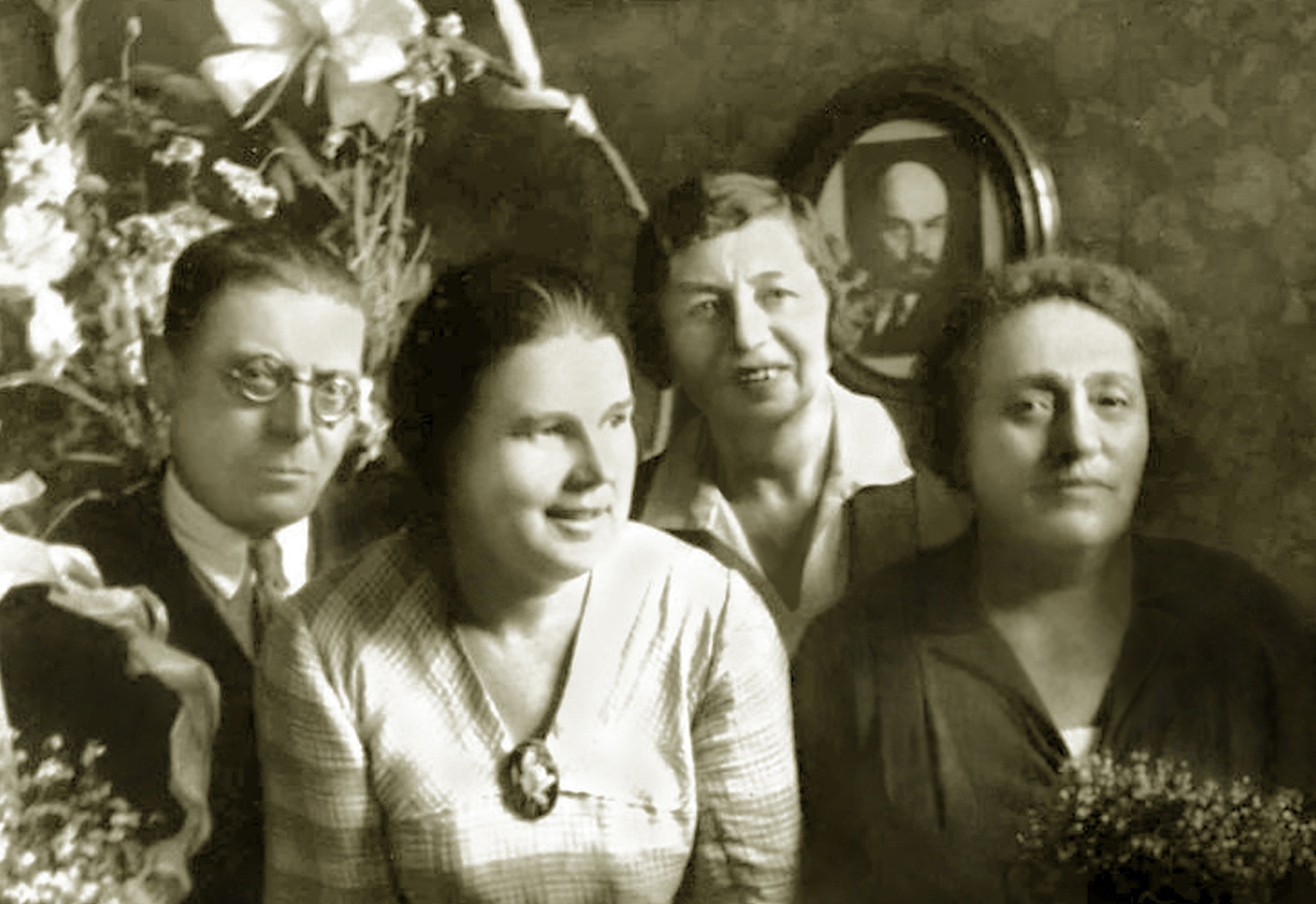
Директор НПІ ЗММ професор Юлія Менделєва (крайня праворуч) із однодумцями: заступник директора інституту Д. З. Тумакін, професор Поліна Ефруссі та доцент Зінаїда Мічник.

Головним завданням Зінаїди Мічник стало наукове керівництво діяльністю дитячої консультації. У 1935 році спільно з М. Я. Слуцьким вчена розробила «Метод положення та інструкції по роботі установ охорони материнства та дитинства Ленінграда», займалася санітарно-освітньою роботою (створила школу матерів, організовувала виставки, присвячені). Вона автор (спільно з Олександром Антоновим) ілюстрованого керівництва «Мати і дитина», яке витримало 4 перевидання (1925—1937), автор робіт з грудного та штучного вигодовування. Однією з небагатьох Мічник була прихильницею прагматичного підходу до штучного переривання вагітності та окремих євгенічних принципів.
У 1935 році інститут «МатМлад» був перетворений на навчальний і отримав назву Ленінградський педіатричний медичний інститут. З цього моменту розпочалася педагогічна діяльність Зінаїди Мічник. На своїй кафедрі соціальної гігієни жінки та дитини майбутнім педіатрам вона викладала основи організації охорони материнства та дитинства в СРСР.
З початком німецько-радянської війни Зінаїда Мічник залишилася в блокадному Ленінграді . Питання організації медичної допомоги матерям та немовлятам в умовах блокади стали головним завданням Зінаїди Осипівни в першу найважчу блокадну зиму. Вперше, саме в цей час, на кафедрі за її активної участі було розроблено концепцію «єдиного педіатра».

### Жертва Голокосту
На початку 1942 року було прийнято рішення щодо створення на базі 1-го Ленінградського медичного інституту філії для підготовки лікарів у Кисловодську. Для організації кафедри педіатрії до складу співробітників, що направляються до Кисловодська, були включені окремі викладачі ЛПМІ, у тому числі професор Михайло Данилевич, професор Валеріан Стирикович, професор Володимир Карасік та доцент Зінаїда Мічник.
За спогадами Марії Естріної, евакуація льодом Ладозького озера розпочалася 8 квітня. Зінаїда Мічник виїхала разом зі своєю старшою сестрою — психологом Поліною Ефруссі. До Кисловодська прибули в теплушках майже через місяць — 2 травня 1942 року. За свідченням іншої учасниці тих подій, Варвари Цвіленєвої, інститут навіть почав роботу, але на початку серпня 1942 року німецькі війська увійшли до міста. Частина співробітників і викладачів встигла залишити Кисловодськ і пішим порядком попрямували до Тбілісі, але багато хто залишився. У ці дні разом із сестрою Зінаїда Мічник опинилася в Єсентуках..
Про те, що сталося далі, свідчить Ілля Еренбург:

9 вересня всі євреї Єсентуків були зібрані в приміщенні колишньої школи. Дехто намагався покінчити самогубством, підозрюючи пастку. Так повісився доцент Ленінградського університету Герцберг. Намагалися накласти на себе руки професор Ленінградського інституту педіатрії (прим.: інституту з вивчення мозку) Ефрусі і доцент Мічник. Німці їх врятували, щоб страчувати разом із іншими. Ніч приречені провели у школі. Діти плакали. Вартові лаялися і співали пісні. О 6-й годині ранку 10 вересня євреїв посадили на вантажівки та повезли до міста Мінеральні Води. Речі відразу були роздані поліцейським. За один кілометр від Мінеральних Вод знаходиться скляний завод. Біля нього був протитанковий рів. Туди привезли євреїв із Єсентуків. Мастили губи дітей отруйною рідиною. Дорослим наказали роздягнутися: німці складали на вантажівки одяг та взуття. Тих, хто намагався втекти, розстрілювали. Потім почали партіями заганяти в рів і вбивати".
— 

## Родина
- Брат — російський економіст і журналіст Борис Йосипович (Бенціон Йоселевич) Ефрусі (1865—1897).
- Сестри — Поліна Йосипівна Ефруссі (1876—1942), радянська психологиня і педагогиня, доктор філософських наук, професор ленінградського Інституту з вивчення мозку та психічної діяльності; Гітла Йосипівна Ефруссі (1883—1942), жертва блокади Ленінграда[26] ; Софія Йосипівна (Сура Йосипівна) Ефрусі (у шлюбі Лазаркевич; 1874—1957) піддавалася арештам як член партії есерів (1905). Член Бойової організації партії есерів (1907—1911)[27][28][29], викладачка арифметики в Кишинівському жіночому єврейському професійному училищі Єврейського колонізаційного товариства, дружина журналіста, хіміка та члена партії есерів Никифора Олександровича Лазаркевича (партійний); 1877—1971). Подружжя емігрувало до Франції та до США в 1908 році.
- Племінник — Яків Ісаакович Ефруссі (Ефрусі[30][31], син брата — доктора медицини Ісаака Арон-Йосифовича Ефрусі (1859—?), лікаря-фізіотерапевта, завідувача Цандерівського механолікувального інституту в Одесі), інженер-технік, автор спогадів про роки, проведені в ГУЛАГу . Інший племінник (син брата, московського хіміка та промисловця Самуїла Йосиповича Ефруссі, 1872-?) — французький генетик і молекулярний біолог Борис Самойлович Ефруссі[32].
- Племінниці (доньки сестри Бейли (Бетті) Йосипівни Закс, 1867—1931) — Ганна Борисівна Закс, історикиня-музеєзнавиця, і Сарра Борисівна Закс (1898—1981), філологиня і педагогиня-методистка.
- Двоюрідні брати (з боку матері) — письменник і журналіст Юлій (Йоел) Аронович Клігман, який за радянських часів публікувався під псевдонімом «Юрій Калугін»; хімік, громадський діяч та публіцист Рувим Маркович Бланк. Двоюрідна сестра (і дружина брата) — історик Єва Марківна Ефрусі.
- Була одружена з Ароном Ізраїльовичем Мічником (1878—?) — сином кишинівського купця першої гільдії, банкіра та мецената Ізраїлю Лазаревича Мічника та його дружини Фейги Абрамівни Мічник . Арон Мічник навчався в Новоросійському університеті (виключений з політичних мотивів), потім до 1906 року — на медичному факультеті Цюріхського університету, і разом з дружиною для подальшого навчання переїхав до Берліна[33]. Син наймолодшої із сестер чоловіка Рахілі (1889—?), лікар Юрій Соломонович Лівшиць (30 вересня 1917 — 18 лютого 1944), випускник Брюссельського університету (1940), брав участь в антифашистському підпіллі в Брюсселі і став одним із організаторів успішного нападу на ешелон депортованих в Освенцімі євреїв[34] . Він був заарештований разом з братом Олександром (1911 — 10 лютого 1944) 26 червня 1943 року і обидва були страчені окупантами в лютому 1944 року[35].

## Адреси в Кишиневі та Петербурзі
У Кишиневі жила на вулиці Гостинній, будинок № 116 .
Приїхавши до Петербурга, Зінаїда Мічник спочатку проживала за адресою Середній провулок, В. О., буд. № 48, але незабаром переїхала на 1-у Лінію, буд. 12-14. Після революції Зінаїда Йосипівна тривалий час проживала на 4-й Лінії В. О. в будинку № 26 .
У середині 1930-х років за значний внесок у справу організації охорони материнства та дитинства в Ленінграді, разом із професором ЛПМІ Петром Медовіковим вона була премійована квартирою в «Будинку фахівців» на Лісовому проспекті в будинку № 61.

## Книги та брошури
- Mitchnik-Ephrussi, Z. Über Nekrose der Uterusmyome. Berlin: E. Ebering, 1907. — 26 s.
- Мичник З. О. Руководящие указания к организации просветительного патронажа (попечения) над грудными детьми. Петроград: Государственная типография, 1917. — 17 с.
- Мичник З. О. Охрана материнства и младенчества на Васильевском Острове в цифрах 1915—1925 / 15-ый Пункт охраны материнства и младенчества. Отдел здравоохранения Ленинградского губисполкома. Л.: Типография Артиллерийского управления, 1925. — 28 с. с табл.
- Мичник З. О. Отчего происходят болезни у грудных детей и как эти болезни предупредить. Л., 1925.
- Мичник З. О. Берегите детей. М.—Л.: Госмедиздат, 1925, 1929. — 68 с. с илл.
- Мичник З. О., Антонов А. Н. Мать и ребёнок. М.—Л.: Госиздат, 1925, 1928 и 1929. — 313 с.
- Мичник З. О. Письмо в деревню об охране материнства и младенчества. Л., 1926.
- Мичник З. О. Антенатальная охрана младенчества. М.: Охрана материнства и младенчества, 1926. — 12 с. с диагр. (Отт. из «Журнала по изучению раннего детского возраста». — 1926. — № 4).
- Мичник З. О. Как устроить уголок ребёнка в крестьянской избе. Л., 1928.
- Мичник З. О. Летние детские поносы и социальные меры борьбы с ними. Л., 1928.
- Мичник З. О. Берегите детей от летних поносов. Л., 1928, 1930.
- Мичник З. О. Беседы по охране материнства и младенчества в деревне. Л., 1928.
- Мичник З. О. Как предупредить нежелательную беременность. Л., 1929.
- Мичник З. О. Отчего рождаются слабые дети. Л., 1929.
- Мичник З. О. Памятка матерям, уезжающим на отдых в деревню. Л., 1929.
- Мичник З. О. Спутник матери. Л., 1929.
- Мичник З. О., Слуцкий М. Я.. Методические положения и инструкции по работе учреждений охраны материнства и младенчества Ленинграда. / Ленинградский НИИ охраны материнства и младенчества им. К. Цеткин, Кафедра социальной гигиены женщины и ребёнка. М.—Л.: Биомедгиз, 1935. — 94 с.
- Мичник З. О., Антонов А. Н. Мать и дитя. Л.—М.: Биомедгиз, 1937 и 1939. — 340 с.

## Публікації
- Мичник З. О. Охрана младенчества: Доклад Всероссийскому совещанию по призрению детей. 11 августа 1917 года // Охрана материнства и младенчества. — 1917. — Т. 1. № 5. — С. 405—418.
- Мичник З. О. Современные принципы организации консультаций (По данным опыта Ленинграда) // Ленинградский медицинский журнал. — 1925. — № 1. — С.55—63.
- Мичник З. О. Антенатальная охрана младенчества // Журнал по изучению раннего детского возраста. — 1926. — Т. IV. № 3. — С. 255—266.
- Мичник З. О. Об охране малых детей // Ленинградский медицинский журнал. — 1926. — № 8. — С. 76 —78.
- Мичник З. О. Об охране малых детей // Журнал по изучению раннего детского возраста. — 1929. — Т. IX. № 5. — С. 347—354.
- Мичник З. О. Охрана материнства и младенчества и режим экономии // Ленинградский медицинский журнал. — 1927. — № 4. — С. 52—58.
- Мичник З. О. Материнство как фактор заболеваемости и смертности // Вопросы педиатрии, педологии и охраны материнства и детства. — 1929. — Т. I. Вып. 1. — С. 107—119.
- Мичник З. О. Состояние дела вскармливания грудных детей (по материалам консультаций в Ленинграде) и задачи консультаций // Вопросы педиатрии и охраны материнства и детства. — 1940. — Т. 12, вып. 9. — С. 437—449.
- Мичник З. О. Опыт работы Ленинградского института ОММ на предприятиях Ленинграда // Ясли. — 1934. — № 1—2. — С. 30—35.
- Менделева Ю. А., Мичник З. О. Структура и организация охраны материнства и младенчества.

#### Доповіді на засіданнях Товариства дитячих лікарів
| Охорона хворих дітей                        | 1925       | Завдання дільничного лікаря у справі боротьби з літніми проносами | 23.04.1931 |
| До питання про боротьбу з літніми проносами | 16.11.1932 | Про підготовку до літньої протипоносної кампанії                  | 1934       |
| Підсумки боротьби з проносами 1931 р.       | 1933       |                                                                   |            |